# Société Lyonnaise de l’Industrie Mécanique et Autos Pilain
Die Société Lyonnaise de l’Industrie Mécanique et Autos Pilain war ein französischer Hersteller von Automobilen.

## Unternehmensgeschichte
Das Unternehmen aus Lyon übernahm 1920 Automobiles Pilain und begann mit der Produktion von Automobilen. Der Markenname lautete SLIM. Adenot war der Konstrukteur. 1925 oder 1929 endete die Produktion.

## Fahrzeuge
Das erste Modell 16/20 CV entsprach einem Modell von Pilain.
Der Type AP war eine Eigenentwicklung. Für den Antrieb sorgte ein Vierzylindermotor mit 16 Ventilen und 1726 cm³ Hubraum mit 65 mm Bohrung und 130 mm Hub. Der Motor war vorne im Fahrzeug montiert und trieb über eine Kardanwelle die Hinterachse an. Das Vierganggetriebe war an der Hinterachse montiert. Besonderheit waren Vierradbremsen. Dieses Modell wurde bis 1922 gefertigt.
Die Nachfolgemodelle waren ähnlich konzipiert, verfügten allerdings über größere Motoren mit wahlweise 1885 cm³, 2485 cm³ oder 2613 cm³ Hubraum.
Andere Quellen nennen einen Vierzylindermotor mit 3800 cm³ Hubraum als einzige Motorisierung.